# شهرستان ترینیتی (کالیفرنیا)
شهرستان ترینیتی (به انگلیسی: Trinity County) نام یک شهرستان در ایالت کالیفرنیا در آمریکا است.